# Langscheid (Bad Münstereifel)
Langscheid ist ein Stadtteil von Bad Münstereifel im Kreis Euskirchen, Nordrhein-Westfalen.

## Lage
Der Ort liegt ungefähr sechs Kilometer südlich der Kernstadt von Bad Münstereifel. Östlich des Ortes verläuft die Landesstraße 151. Nordwestlich von Langscheid verläuft die Kreisstraße 39, die in westlicher Richtung auf die B 51 mündet. Ungefähr acht Kilometer Luftlinie in südwestlicher Richtung des Ortes entfernt befindet sich die Auffahrt auf die Autobahn 1. Nordwestlich fließt die Erft sowie östlich im Langscheider Wald der Dreisbach (mundartlich: die Dreisbach), der (bzw. mundartlich die) in Schönau in die Erft mündet. Zwischen dem Dorf und dem nördlich gelegenen Schönau liegen der Langscheider Berg und der Kirchberg. Der Michelsberg, die höchste Erhebung im Stadtgebiet von Bad Münstereifel, liegt ungefähr vier Kilometer Luftlinie in Sichtweite, wie auch der etwas unterhalb des Michelsberg gelegene Stadtteil Mahlberg, von Langscheid entfernt.
Südlich grenzt die Gemeinde Nettersheim an das Dorf. Die Grenze des rheinland-pfälzischen Landkreises Ahrweiler befindet sich keine zwei Kilometer Luftlinie vom Ortskern in südlicher Richtung entfernt. Die Grenze von Deutschland zu Belgien liegt in etwa 28 Kilometer in westlicher Richtung von Langscheid entfernt.
Die Nordschleife des Nürburgrings befindet sich etwa 18 Kilometer Luftlinie in südöstlicher Richtung von Langscheid entfernt. In etwa 36 Kilometer Luftlinie, in ebenfalls südöstlicher Richtung, des Ortes entfernt befindet sich der Laacher See.

## Geschichte
Die Siedlung Langscheid wurde erstmals 1446 im Registerbuch des Kollegialstiftes Münstereifel erwähnt.
Langscheid gehörte zur eigenständigen Gemeinde Schönau, bis diese am 1. Juli 1969 nach Bad Münstereifel eingemeindet wurde.

## Infrastruktur und Verkehr
Die Kapelle Unsere Liebe Frau wurde 1880 errichtet und ist eine Filiale von St. Goar in Schönau.
Die VRS-Buslinie 822 der RVK verbindet den Ort mit Bad Münstereifel und weiteren Nachbarorten, ausschließlich als TaxiBusPlus im Bedarfsverkehr.
| Linie | Verlauf |
| ----- | --- |
| 822   | MiKE (außer im Schülerverkehr): (Bad Münstereifel Gewerbegeb./Ärzteh. →/ Rathaus ←) Bad Münstereifel Bf – Eifelbad – Eicherscheid – Langscheid / Vollmert – Schönau – (Mahlberg ←) Wasserscheide – Esch – Honerath – Berresheim – Hardtbrücke – Ellesheim – Mutscheid – Nitterscheid – Sasserath – Hilterscheid – Ohlerath (– Rupperath / Wershofen) |

Die Grundschulkinder werden zur Gemeinschaftsgrundschule nach Bad Münstereifel gebracht.